# Конституция Мексиканских Соединённых Штатов 1824 года
Конституция Мексиканских Соединенных Штатов 1824 года — основной закон Мексики с 1824 по 1836 и с 1846 по 1854 годы, была принята 4 октября 1824 года, после падения Мексиканской империи.
Конституция 1824 года являлась копией конституции США, приспособленной к мексиканским традициям. Так, например, в качестве религии допускался только католицизм и отсутствовал суд присяжных.
Провозглашались равенство граждан перед законом, презумпция невиновности, свобода печати, защита частной собственности, отмена особых привилегий церкви и армии.
Вводилась федеративная форма государственного устройства. Страна делилась на 19 штатов и 4 территории. Каждый штат избирал губернатора и законодательное собрание. Конституция предусматривала деление власти на три ветви.
Законодательная власть передавалась двухпалатному Конгрессу, состоявшему из Палаты депутатов и Сената. Заседания Конгресса открывались 1 января, закрытие очередной сессии происходило 15 апреля того же года.
Палата депутатов избиралась на два года населением штатов, по одному депутату на 80 тыс. человек, или по одному от фракций численностью более 40 тыс. человек. Штат, который не имеет указанного населения, тем не менее назначает одного депутата.
Избранными могли быть лица:
1) достигшие 25-летнего возраста и
2) проживающие на территории штата от которого они выбираются не менее двух лет, или же родившиеся в нём, даже если проживают в другом штате.
- Лица не рождённые на территории мексиканской нации, чтобы стать депутатами должны проживать на территории республики не менее восьми лет и обладать собственностью стоимостью восемь тысяч песо в любой части республики, либо иметь доход в тысячу песо в год.
- Лицам, рождённым в любой другой части Америки, зависевшей от Испании на 1810 год, и не присоединившейся к другой нации, не находящейся в зависимости от неё, достаточно иметь три года проживания на территории федерации и соответствовать первым двум условиям чтобы мочь быть избранным в качестве депутата.
- Военным, не рождённым на территории республики, которые с оружием в руках отстаивали независимость страны, достаточно иметь восемь лет проживания на территории республики и соответствовать первым двум условиям чтобы мочь быть избранным в качестве депутата. [4][3].

Сенат формировался голосованием законодательных собраний штатов, избиравших большинством голосов по два депутата от штата. Для избрания сенатором требовалось достижение кандидатом 30-летнего возраста. Состав Сената обновлялся каждые два года.

Территориальное устройство Мексики по Конституции 1824 года.

Полномочия Конгресса были весьма значительны. Они распространялись на вопросы войны и мира, торговли, религии, образования, прессы, внутренней администрации территорий, налогов, сборов, финансов, расходов и внешней политики страны.
Высшая исполнительная власть принадлежала президенту. В случае недееспособности президента исполнять его обязанности должен был вице-президент. Президент и вице-президент избирались законодательными собраниями штатов на 4 года. Минимальный возраст президента был определён в 35 лет. Функции президента заключались в санкционировании и проведении в жизнь указов, принятых Конгрессом. Он руководил вооруженными силами страны, принимал иностранных министров, отстранял от государственной должности лиц, виновных в неповиновении или нарушении законов, назначал в соответствии с законом военные пенсии. Первым президентом был избран Гуадалупе Виктория, а вице-президентом — Николас Браво.
Правительство существовало только между сессиями Конгресса и состояло из половины сенаторов и вице-президента. Судебная власть принадлежала Верховному суду, окружным и районным судам.